# Miguel Murillo
Miguel Murillo (ur. 24 marca 1898, zm. 12 lutego 1968) – boliwijski piłkarz grający na pozycji bramkarza.

## Kariera klubowa
Podczas kariery piłkarskiej reprezentował barwy Club Bolívar.

## Kariera reprezentacyjna
Miguel Murillo występował w reprezentacji Boliwii na początku lat trzydziestych. W 1930 roku w Urugwaju uczestniczył w mistrzostwach świata 1930, na których był zmiennikiem Jesúsa Bermúdeza.